# Vivien Weiß-Drumm
Vivien Weiß-Drumm (* 22. Januar 1992 in Wiesbaden) ist eine deutsche Volleyballspielerin.

## Karriere
Weiß-Drumm kam bereits im Alter von fünf Jahren zum Volleyball. Sie spielte für die hessischen Vereine in Königstädten, Groß-Gerau, Auerbach und Bleidenstadt sowie bei der Tg 1862 Rüsselsheim. 2008 kam die Außenangreiferin zum 1. VC Wiesbaden, wo sie zunächst mit der zweiten Mannschaft in der Oberliga antrat. 2011/12 gehörte sie zum Kader des Bundesliga-Teams. Seit 2012 spielt sie wieder mit der zweiten Mannschaft in der Dritten Liga.